# Henry Massoul
Henry, Albert Massoul est un germaniste et italianiste, né à Recloses le 25 novembre 1872, mort à Viry-Châtillon le 24 septembre 1958.

## Biographie
Germaniste de formation, Henry Massoul fut reçu au certificat d'aptitude d'allemand en 1895 et à l'agrégation d'allemand en 1903 (3e sur neuf reçus) et fit une carrière de professeur de l'enseignement secondaire. Il fut partisan de la méthode directe dans l'enseignement des langues vivantes sans pour autant négliger les exercices de traduction.
Sa carrière se déroula ainsi:
- Répétiteur au collège de Provins (Seine-et-Marne) (1891-1892);
- Congé d'inactivité (1893-1894);
- Répétiteur au lycée de Chartres (Eure-et-Loir) (24 avril 1895);
- Professeur d'allemand au collège de Château-Thierry (Aisne)  (2 août 1895-1899);
- Congé d'inactivité (1898-1901);
- Professeur d'allemand au collège d'Avranches (Manche) (30 juillet 1901-1903);
- Professeur agrégé d'allemand  au lycée de Nantes (Loire-Inférieure) (1903-1907);
- Professeur agrégé d'allemand au lycée Louis-le-Grand à Paris (1907-1933).
- Admis à la retraite à dater du 1er août 1933 (arrêté du 8 mai 1933).

## Ouvrages

### Allemand
Pour l'allemand, il publia, chez Vuibert, La Composition allemande au baccalauréat et dans les divers examens et concours (1907);  Neue deutsche Grammatik (1909); Neues deutsches Lesebuch (1910); chez Delagrave, Deutsche Stunden für Anfänger. Neue Methode zur Erlernung der fremden Sprachen Band 1, avec la collaboration de Louis Weil (1918); et, chez Douin, Pour comprendre l'allemand (1934). Chez Hachette, il fit paraître : Gœthe. Faust (Schulausgabe). 1re partie et extraits de la 2e partie. Texte allemand, avec une introduction, une analyse et des notes en allemand (1909, XXVIII, 300 pp.); Gœthe. Faust (Schulausgabe). 1re partie et extraits de la 2e partie. Traduction de Jacques Porchat refondue et précédée d'une introduction, 1911, XXXIV, 220 p.)

### Italien
Pour l'italien, il fut également l'auteur des deux volumes de la Méthode de langue italienne, en collaboration avec Giovanni Mazzoni (Paris, Colin, 1918 et 1923), qui, tout en s'inspirant largement de la méthode active, ne renoncent pas aux exercices de version et de thème; et de Pour comprendre l'italien (Douin, 1934).

### Traducteur
Comme traducteur, en dehors du Faust de Gœthe déjà signalé, on lui doit notamment la traduction du livre de Karl Rosner, avec la collaboration de J. Massoul, Der Kœnig. Au quartier général du Kaiser pendant la seconde bataille de la Marne (Plon, 1923, in-16, X, 303 pp.) et du livre de Georges Popoff, L'invasion moscovite, cinq mois de domination bolchévique dans une ville balte (Plon, 1929, in-16, IX-247 pp.).

### Articles
En dehors de ses publications scolaires, il écrivit des articles au Mercure de France et des ouvrages de nature littéraire, historique et politique : La Reine Jeanne (Berger-Levrault, 1929), Fascisme et Papauté (1931), En Alsace. Sur les traces de Gœthe (1932), La Leçon de Mussolini (Mercure de France, 1934), L'Amour du poète : Frédérique Chopin (Mercure de France, 1942, 325 pp.), Souvenirs du Gâtinais et de La Brie, préface de Michel Vincent (Presses du Village, 1945).